# Darbohne
Die Darbohne ist eine vom Unternehmen J. J. Darboven geschaffene Comicfigur mit werblichem Hintergrund. Es handelt sich um ein kleines menschenähnliches Wesen, das im Wesentlichen aus einer Kaffeebohne mit Kopf, Armen und Beinen besteht.
Sie wurde in den späteren Jahren des Schildermalers Erich Meinke entworfen. Dieser war seinerzeit der älteste und am längsten bei ihm und für ihn arbeitende Mitarbeiter von Albert Darboven. 
Die Darbohne ist eine der ersten Comicfiguren, die als Unternehmensfigur eingesetzt wurden. Erstmalig 1927 aufgelegt, erschienen in den 1920er und 1930er Jahren insgesamt sieben Bildbände mit der Darbohne, die in den 1950er und 1960er Jahren eine Fortsetzung fanden. Als Zeichner fungierte jeweils Hans Held. Nach 24 Bänden wurde die Veröffentlichung zunächst eingestellt.
In den 1990er Jahren erfuhr die Darbohne eine Wiederbelebung durch Albert Darboven. Seit dem Jahr 2006 gibt es auch wieder eine Comicserie, von der bisher (Stand Mai 2019) neun Bände erschienen sind.

## Titelbilder der Ausgaben der 1920er/30er Jahre

"
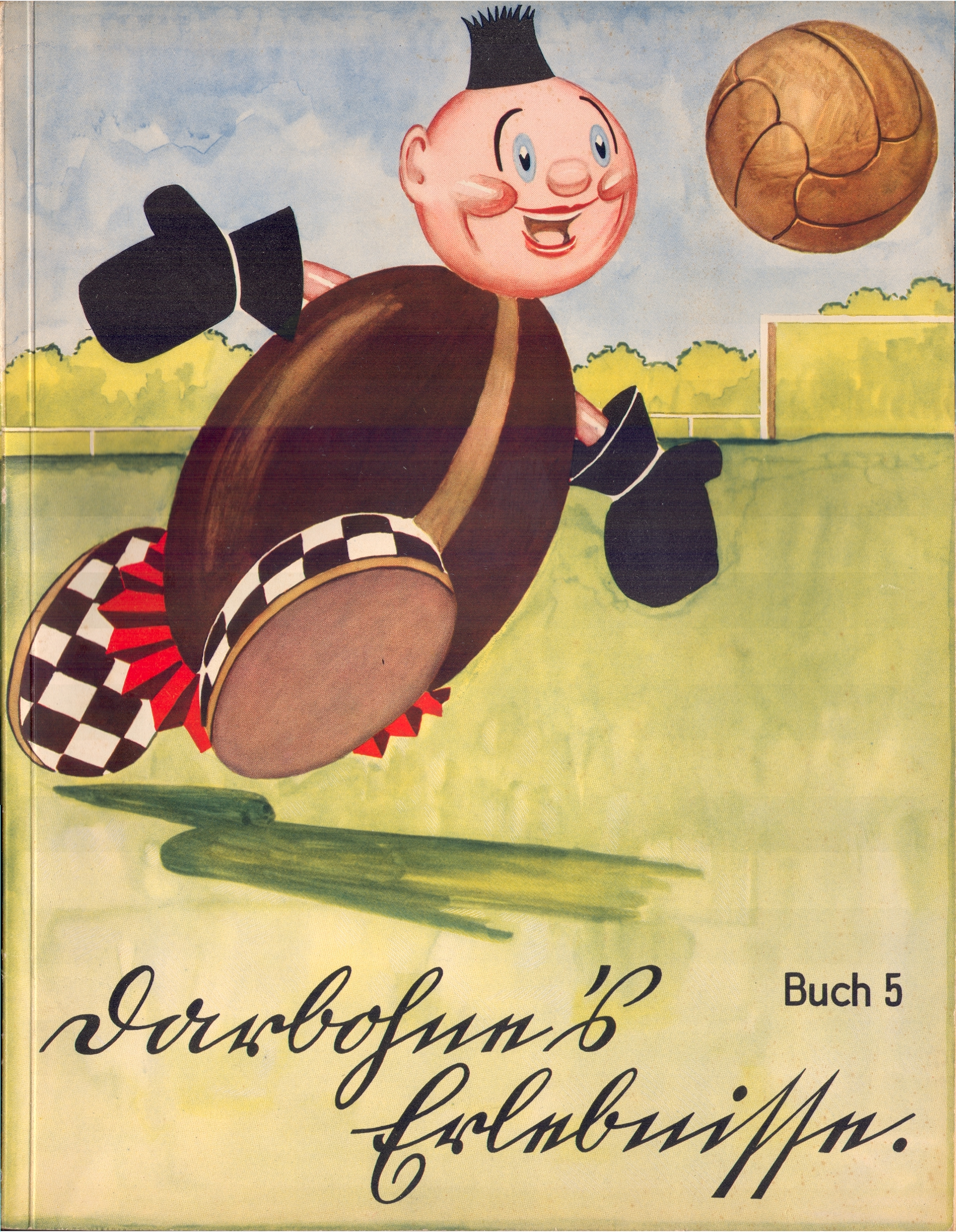
Darbohnes Erlebnisse Buch 5
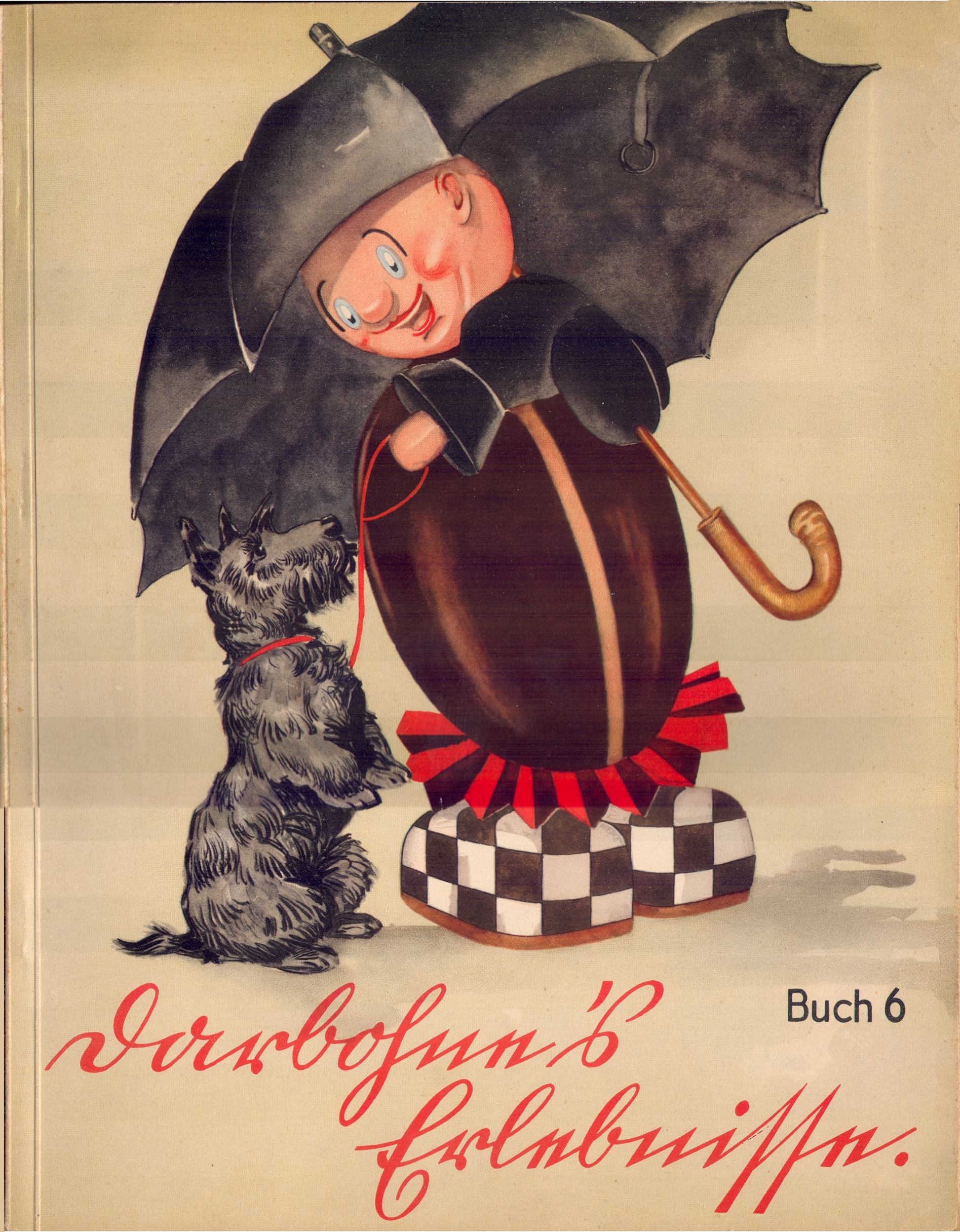
Darbohnes Erlebnisse Buch 6
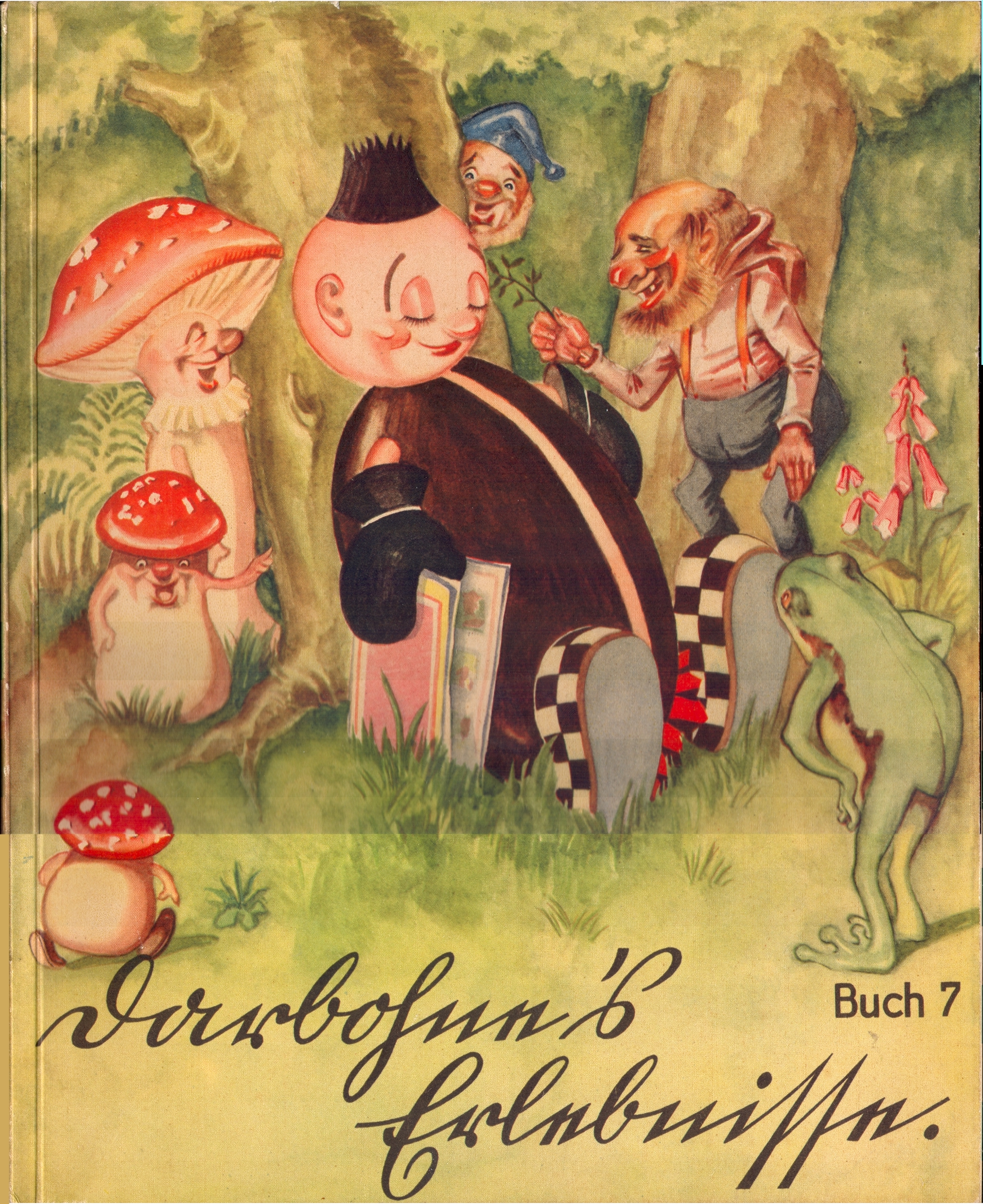
Darbohnes Erlebnisse Buch 7